# Someone like You
«Someone like You» (в переводе с англ. — «Такого, как ты») — песня британской певицы Адели из её второго студийного альбома 21. Композиция была написана Аделью и американским автором и продюсером Дэном Уилсоном. Она была выпущена XL Recordings в качестве сингла 24 января 2011 года в Великобритании и 9 августа 2011 года в США, заняв там первые места в хит-парадах. Песня возглавила хит-парады Австралии, Великобритании, Ирландии, Италии, Новой Зеландии, США. Английский чарт UK Singles Chart сингл возглавлял 5 недель. После того как сингл стал № 1 в Billboard Hot 100, Адель стала первой британской певицей в истории, у которой сразу два сингла с одного альбома возглавляли этот главный американский хит-парад. В июле 2011 года сингл стал платиновым в Англии и достиг тиража 2 008 000 копий в США.
Как заметил Нитсу Абебе из New York Magazine, в США «Someone like You» стал первым хитом номер один, который не содержал ничего, кроме вокала и звуков фортепиано. За сингл Адель была удостоена премии «Грэмми» в номинации «Лучшее сольное поп-исполнение».

## История
«Someone like You» — это песня о парне, который расстался с Адель. Она написала его совместно с американским автором песен и продюсером Дэном Уилсоном. Это была одна из последних песен, написанных для 21. Трек, который олицетворяет лирическое содержание 21, резюмирует ныне несуществующие отношения, о которых идет речь. Адель открыто рассказала о происхождении этого текста, сказав: «Я написала эту песню, потому что была измучена тем, что была такой сукой, с 'Rolling in the Deep' или 'Rumor Has It' … Я была действительно эмоционально истощена от того, как я его изображала, потому что, хотя я очень огорчена и сожалею о некоторых частях этого отношения, он по-прежнему самый важный человек, который когда-либо был в моей жизни, и „Someone like You“... я должна была написать это, чтобы чувствовать себя нормально сама и вспоминая о тех хороших двух годах, которые я провела с ним. И когда я сделала это, я почувствовала себя такой свободной».

## Отзывы
Песня получила положительные отзывы музыкальных критиков и интернет-изданий:
Уилл Дин (Will Dean) из газеты The Guardian, Мэттью Коул (Matthew Cole) из журнала Slant Magazine, Паркин Крис (Parkin Chris) из журнала NME, Том Брейан (Tom Breihan) из издания Pitchfork Media, Ян Уейд (Ian Wade) из радиостанции BBC Online, Билл Лэмб (Bill Lamb) с сайта About.com, Джер Фэйралл (Jer Fairall) из журнала PopMatters,Гари МакГинли (Gary McGinley) с сайта No Ripcord, журнал URB magazine, Джон Мёрфи (John Murphy) с сайта MusicOMH, Бари Уолтерс (Bary Walters) из журнала Spin, Джозеф Уайни (Joseph Viney) с издания Sputnikmusic, Элиссон Стюарт (Allison Stewart) сиз газеты The Washington Post.
На церемонии Q Awards (2011) песня «Someone like You» была номинирована в категории Best Track. Песня также была номинирована в категории Best Song на церемонии Music of Black Origin Awards (2011). «Someone like You» получила премию Премию «Грэмми» за лучшее сольное поп-исполнение во время 54-й церемонии «Грэмми», которая прошла 12 февраля 2012 года.

## Коммерческий успех
Сингл «Someone like You» имел международный коммерческий успех, возглавлял хит-парады многих ст ран, включая такие как Австралия, Великобритания, Ирландия, Новая Зеландия и США. В январе 2011 года песня дебютировала на 36-м месте в Великобритании (UK Singles Chart). Сразу после выступления на церемонии 2011 BRIT Awards, песня поднялась на 46 позиций после предыдущей недели на первое место в чарте, сместив оттуда «Born This Way» (Lady Gaga).
В то время пока песня «Someone like You» была на № 1, другая песня Адели, «Rolling in the Deep» находилась на позиции № 4. С таким достижением Адель стала первым исполнителем после группы The Beatles, которые в 1964 году одновременно имели два своих хита в лучшей пятёрки в обоих чартах (альбомы 21 и 19 были также в лучшей пятёрки альбомного хит-парада UK Albums Chart). Она оставалась на вершине четыре недели подряд до 26 марта, когда опустилась на второе место. Вслед за выступлением в Comic Relief песня вернулась на первую строчку чарта (пятая неделя лидерства) It has been certified 4× Platinum by the BPI, denoting shipments of 2,400,000 копий. 5 июля 2011 года было анонсировано, что продано 1 млн копий сингла в Великобритании, что сделало его первым синглом десятилетия с таким результатом и 16-м в 21-м веке. Он стал крупнейшим бестселлером 2011 года в Великобритании с тиражом более 1,240,000 копий. К июню 2015 его тираж достиг 1,570,000 копий, сделав «Someone like You» вторым лучшим бестселлером десятилетия 2010-х годов и третьим по текущим итогам 21-го века. К ноябрю 2015 года тираж составил 1,584,000 копий в Великобритании.
TВ США сингл дебютировал на 65-м месте с тиражом 51,000 копий в первую неделю. 30 июля 2011 года сингл повторно вошёл в Billboard Hot 100 на 97-м месте. Ещё до релиза на радио в США песня получила популярность после выступления Адели на церемонии 2011 MTV Video Music Awards, тогда «Someone like You» с 19-го места на первую позицию, став её вторым подряд чарттоппером в карьере в Hot 100, а сама Адель стала первой британской певицей с двумя подряд хитами «номер один» с одного альбома. После выступления «Someone like You» поднялась с 11-го места на № 1 в цифровом чарте Digital Songs с тиражом 275,000 загрузок (рост на 191 %) по данным Nielsen SoundScan. В радиоэфирном хит-параде Radio Songs трек поднялся с 42-го места на 19-е, имея 46 млн прослушиваний аудитории (рост 59 %) по данным Nielsen BDS. Песня поставила рекорд Hot 100 по крупнейшему прыжку до вершины 1 за 53-летнюю историю без поддержки продаж сингла. «Someone like You» стала первой фортепианной вокальной балладой на вершине основного американского хит-парада Billboard Hot 100. Песня также стала первой «несомненно, медленной песней (unquestionably slow song)» во главе Hot 100 впервые после песни Рианны «Take a Bow» (2008). Она возглавляла чарт одну неделю и ушла на второе место, уступив «Moves Like Jagger» в исполнении Maroon 5 и Кристины Агилеры. Спустя несколько дней после релиза музыкального видео 6 октября 2011 года песня снова вернулась на первое место и провела там четыре недели, где её сместила песня «We Found Love» Рианны и Кельвина Харриса. С учётом семи недель лидерства хита «Rolling in the Deep» и пяти недель во главе чарта «Someone like You» Адель стала первой сольной исполнительницей-женщиной с 12 неделями на позиции № 1 в одном календарном году. С учётом коллабораций ранее такое же достижение имели Мэрайя Кэри (1995), Моника (1998) и Бейонсе (2003).
К апрелю 2020 года тираж достиг 6,400,000 загрузок в США.

## Музыкальное видео
Музыкальное видео для песни снималось в Париже (Франция) английским режиссёром Jake Nava.
Премьера видеоклипа прошла 29 сентября 2011 года на каналах MTV и Vevo.
Видеоклип «Someone like You» получил положительные отзывы обозревателей, например, таких как Джеймс Монтгомери (James Montgomery) с канал MTV News, сайт HitFix, Таннер Странски (Tanner Stransky) из журналаEntertainment Weekly, Криста Уик (Krista Wick) из журнала Entertainment Tonight, Аманда Доббинс (Amanda Dobbins) из журнала New York magazine, газета The Huffington Post, Сара Дин (Sarah Dean) из того же издания, Джейсон (Ясон) Липшатц (Jason Lipshutz) из журнала Billboard magazine, Марк Хоган (Marc Hogan) из издания Spin, Эндрю Мэтсон (Andrew Matson) из газеты The Seattle Times, журнал Rolling Stone, Андреа Деваро (Andrea Devaro) из газеты Long Island Press, Лиа Коллинс (Leah Collins) из журнала Dose, Эшли Персиваль (Ashley Percival) из издания AOL, Николь Эггенбергер (Nicole Eggenberger) из журнала OK!.

## Награды и номинации
В 2011 году «Someone like You» была номинирована на Q Awards в категории Best Track. Песня была также номинирована в категории Best Song на церемонии 2011 года Music of Black Origin Awards. 12 февраля 2012 года «Someone like You» получила премию Грэмми в категории За лучшее сольное поп-исполнение. Также песня была номинирована на премию Brit Award for British Single of the Year на церемонии BRIT Awards 2012, но уступила песне «What Makes You Beautiful» группы One Direction.
| Год  | Церемония                  | Категория                         | Результат | Ссылки |
| ---- | -------------------------- | --------------------------------- | --------- | ------ |
| 2011 | BT Digital Music Awards    | Best Song                         | Номинация | [ 66 ] |
| 2011 | GAFFA Awards (Denmark)     | Best Foreign Song                 | Победа    | [ 67 ] |
| 2011 | MOBO Awards                | Best Song                         | Номинация | [ 68 ] |
| 2011 | Q Awards                   | Best Track                        | Номинация | [ 69 ] |
| 2012 | Billboard Music Awards     | Top Streaming Song (Video)        | Номинация | [ 70 ] |
| 2012 | Billboard Music Awards     | Top Rock Song                     | Номинация | [ 70 ] |
| 2012 | BMI Awards                 | Award Winning Song                | Победа    | [ 71 ] |
| 2012 | Brit Awards                | British Single of the Year        | Номинация | [ 72 ] |
| 2012 | Gaygalan Awards            | International Song of the Year    | Номинация | [ 73 ] |
| 2012 | Grammy Awards              | Best Pop Solo Performance         | Победа    | [ 74 ] |
| 2012 | Ivor Novello Awards        | PRS for Music Most Performed Work | Номинация | [ 75 ] |
| 2012 | Los Premios 40 Principales | Best International Song           | Победа    | [ 76 ] |
| 2012 | MTV Video Music Awards     | Best Cinematography               | Номинация | [ 77 ] |
| 2012 | NAACP Image Awards         | Outstanding Song                  | Номинация | [ 78 ] |
| 2012 | NAACP Image Awards         | Outstanding Music Video           | Номинация | [ 78 ] |
| 2012 | NRJ Music Awards           | Best International Song           | Победа    | [ 79 ] |

## Концертные вступления

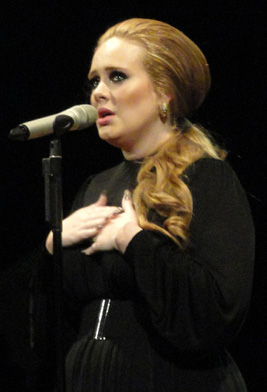
Адель исполняет «Someone like You» в 2011 году на концерте в Сиэтле (штат Вашингтон).

Адель впервые исполнила песню «Someone like You» в ноябре 2010 года во время телешоу на BBC. Позднее она исполнила песню на церемонии 2011 BRIT Awards, прошедшей 15 февраля 2011 года на The O2 Arena в Лондоне. Позднее, выступая на канале ITV2 Адель поделилась своим впечатлениями от шоу. Нил Маккормик из газеты The Daily Telegraph назвал эту песню лучшей на шоу. Позднее эту песню исполнила на VH1 («Unplugged»), а 24 февраля 2011 года на телешоу Jimmy Kimmel Live!. В тот же день Адель выступила с этой песней на шоу The Ellen DeGeneres Show.
28 августа 2011 года Адель исполнила эту песню во время вручения наград 2011 MTV Video Music Awards, прошедшем в театре Nokia Theatre (Лос-Анджелес). После объявления её певицей Кэти Перри, Адел появилась в чёрном кружевном платье от Barbara Tfank и осталась одна на сцене, только вместе с пианистом позади неё. Выступление окончилось овациями. Синди Кларк (Cindy Clark) из газеты USA Today отметила, что певица «увлекла аудиторию своим мощным выступлением». Уэсли Кейс (Wesley Case) из газеты The Baltimore Sun заключила, что «Адель с её 'Someone Like You' может заставить крутого парня плакать. Ее интонация была великолепной». Клэр Саддат (Claire Suddath) из журнала Time оценила выступление по рейтингу A, сказав, что «очень приятно услышать, что действительно талантливая женщина поет печальную песню для кого-то, кто лучше её». Газета Los Angeles Times отметила её сильный вокал, не нуждающийся в ухищрениях продюсеров. Журнал Rolling Stone написал, что Адель привнесла в эту церемонию VMA солидную порцию элегантности и освежающей чистоты в этот блеск поп-арта.
Высокую оценку дали Джина Сепре (Gina Sepre) из издания E! Online («Когда Адель вышла на сцену, чтобы исполнить свою песню, не было пиротехники, ни акробатики, и лавандовых волос и прочих технических ухищрений. И угадайте, что? Мы не пропустили её. Возможно, еще есть надежда, что MTV вспомнит, что именно означает „М“ в их имени»), Крис Коплан (Chris Coplan) из Consequence of Sound, Линдси Уард (Lindsey Ward) из издания Jam! («Когда я узнал, что британская певица Адель будет выступать на воскресной церемонии награждения, я подумал: Ну, — по крайней мере, нам гарантировано пять значимых минут качественного музыкального телевидения. Я оказался прав; её баллада была именно этим»), Кайл Андерсон (Kyle Anderson) из журнала Entertainment Weekly («это одно из лучших выступлений на этом шоу»). Другой обозреватель Entertainment Weekly написал: «Требуется реальная сверхмощная сила, чтобы заставить лазерные спецэффекты остановиться, и имя этой силы — Адель. 23-летняя английская девушка своим душевным исполнением, почти а капелла, в скромном черном платье и с несколькими свободными движениями руки она потрясла всё шоу. Кому нужны спецэффекты, когда Бог дал вам свое?».
«Someone like You» была также включена в сет-лист второго концертного тура, Adele Live.

## Участники
По данным с альбома 21.
- Адель — текст, музыка, вокал, продюсирование
- Филип Аллен — звукоинженер
- Том Койн — аудиомастеринг
- Том Элмхирст — аудиомикширование
- Dan Parry — аудиомикширование
- Дэн Уилсон — текст, продюсирование, фортепиано

## Список композиций
| №  | Название           | Автор(ы)         | Продюсеры        | Длительность |
| -- | ------------------ | ---------------- | ---------------- | ------------ |
| 1. | «Someone like You» | Адель Дэн Уилсон | Дэн Уилсон Адель | 4:47         |

| №  | Название                                | Автор(ы)         | {{{extra_column}}} | Длительность |
| -- | --------------------------------------- | ---------------- | ------------------ | ------------ |
| 1. | «Someone like You: Live from the BRITs» | Адель Дэн Уилсон | iTunes             | 5:10         |

| №  | Название                                        | Автор(ы)         | {{{extra_column}}} | Длительность |
| -- | ----------------------------------------------- | ---------------- | ------------------ | ------------ |
| 1. | «Someone like You (Performed Live in Her Home)» | Адель Дэн Уилсон | Amazon MP3         | 5:22         |

| №  | Название                                | Автор(ы)     | {{{extra_column}}} | Длительность |
| -- | --------------------------------------- | ------------ | ------------------ | ------------ |
| 1. | «Someone like You»                      | Адель Уилсон | Адель Уилсон       | 4:47         |
| 2. | «Someone like You: Live from the BRITs» | Адель Уилсон | Адель Уилсон       | 5:10         |

## Чарты и сертификации
| Чарт (2011—12)                                       | Высшая позиция |
| ---------------------------------------------------- | -------------- |
| Австралия (ARIA)                                     | 1              |
| Австрия (Ö3 Austria Top 40)                          | 2              |
| Бельгия/Фландрия (Ultratop 50)                       | 2              |
| Бельгия/Валлония (Ultratop 50)                       | 1              |
| Бразилия (Billboard Hot 100 Airplay)                 | 1              |
| Бразилия (Billboard Hot Pop)                         | 1              |
| Канада (Billboard Canadian Hot 100)                  | 2              |
| Чехия (Rádio — Top 100)                              | 1              |
| Дания (Tracklisten)                                  | 2              |
| Европа (Euro Digital Songs)                          | 1              |
| Финляндия (Suomen virallinen lista)                  | 1              |
| Франция (SNEP)                                       | 1              |
| Германия (GfK)                                       | 4              |
| Греция Digital Songs (Billboard)                     | 4              |
| Венгрия (Rádiós Top 40)                              | 3              |
| Исландия (RÚV)                                       | 1              |
| Ирландия (IRMA)                                      | 1              |
| Израиль (Media Forest)                               | 2              |
| Италия (FIMI)                                        | 1              |
| Япония (Japan Hot 100)                               | 6              |
| Люксембург Digital Songs (Billboard)                 | 3              |
| Мексика Airplay (Billboard)                          | 4              |
| Нидерланды (Dutch Top 40)                            | 2              |
| Нидерланды (Single Top 100)                          | 2              |
| Новая Зеландия (Recorded Music NZ)                   | 1              |
| Норвегия (VG-lista)                                  | 3              |
| Польша (Polish Airplay Top 100)                      | 1              |
| Польша Digital Songs (Billboard)                     | 1              |
| Португалия Digital Songs (Billboard)                 | 1              |
| Румыния (Romanian Top 100)                           | 2              |
| Шотландия (OCC Scotland)                             | 1              |
| Словакия (Rádio — Top 100)                           | 3              |
| Южная Корея South Korea International Singles (Gaon) | 3              |
| Испания (PROMUSICAE)                                 | 3              |
| Испания (Airplay Chart)                              | 1              |
| Швеция (Sverigetopplistan)                           | 3              |
| Швейцария (Schweizer Hitparade)                      | 1              |
| Великобритания (OCC UK Singles)                      | 1              |
| США Billboard Hot 100                                | 1              |
| США Adult Contemporary (Billboard)                   | 1              |
| США Adult Pop Songs (Billboard)                      | 1              |
| США Hot Dance Club Songs (Billboard)                 | 24             |
| США (Billboard Hot Rock & Alternative Songs)         | 24             |
| США Latin Pop Songs (Billboard)                      | 6              |
| США Pop Songs (Billboard)                            | 2              |

| Чарт (2015)                        | Высшая позиция |
| ---------------------------------- | -------------- |
| Чехия (Singles Digitál Top 100)    | 52             |
| Словакия (Singles Digitál Top 100) | 76             |

| Чарт (2020)                | Высшая позиция |
| -------------------------- | -------------- |
| Мир (Billboard Global 200) | 157            |

| Чарт (2011)                       | Позиция |
| --------------------------------- | ------- |
| Australian Singles Chart          | 4       |
| Austrian Singles Chart            | 31      |
| Belgian Singles Chart (Flanders)  | 5       |
| Belgian Singles Chart (Wallonia)  | 10      |
| Brazil Billboard Hot 100 Airplay  | 21      |
| Canadian Hot 100                  | 16      |
| Danish Singles Chart              | 17      |
| German Singles Chart              | 28      |
| Hungarian Airplay Chart           | 44      |
| Irish Singles Chart               | 1       |
| Israeli Airplay Chart             | 7       |
| Italian Singles Chart             | 1       |
| Netherlands (Dutch Top 40)        | 2       |
| Netherlands (Mega Single Top 100) | 10      |
| New Zealand Singles Chart         | 4       |
| Spanish Singles Chart             | 39      |
| Swiss Singles Chart               | 9       |
| UK Singles Chart                  | 1       |
| US Billboard Hot 100              | 24      |
| US Adult Contemporary (Billboard) | 26      |
| US Adult Pop Songs (Billboard)    | 17      |
| Чарт (2012)                       | Позиция |
| Argentine Digital Singles Chart   | 6       |
| Belgian Singles Chart (Flanders)  | 30      |
| Belgian Singles Chart (Wallonia)  | 15      |
| Brazil Billboard Hot 100 Airplay  | 1       |
| Brazil Billboard Pop Songs        | 1       |
| Germany (Media Control AG)        | 54      |
| Netherlands (Mega Single Top 100) | 90      |
| Hungarian Airplay Chart           | 83      |
| Spanish Singles Chart             | 12      |
| Swiss Singles Chart               | 12      |
| US Billboard Hot 100              | 43      |

| Чарт (2010—2019)                                     | Позиция |
| ---------------------------------------------------- | ------- |
| Австралия (ARIA)                                     | 10      |
| Великобритания (UK Singles, Official Charts Company) | 16      |
| США (Billboard Hot 100)                              | 38      |

| Чарт (All-time)                                      | Позиция |
| ---------------------------------------------------- | ------- |
| США (Billboard Hot 100) (Women)                      | 44      |
| США (Billboard Hot 100)                              | 144     |
| Великобритания (UK Singles, Official Charts Company) | 25      |

## Сертификации
| Регион | Сертификация          | Продажи   |
| --- | --------------------- | --------- |
| Австралия (ARIA) | 7× Платиновый         | 490 000^  |
| Бельгия (BEA) | 2× Платиновый         | 60 000*   |
| Бразилия (ABPD) | Бриллиантовый         | 250 000   |
| Канада (Music Canada) | Бриллиантовый         | 800 000   |
| Дания (IFPI Danmark) | 3× Платиновый         | 270 000   |
| Франция | —                     | 358,000   |
| Германия (BVMI) | Платиновый            | 300 000^  |
| Италия (FIMI) | 7× Платиновый         | 210 000*  |
| Мексика (AMPROFON) | 2× Платиновый+Золотой | 150 000*  |
| Новая Зеландия (RMNZ) | 3× Платиновый         | 45 000*   |
| Португалия (AFP) | Платиновый            | 20 000    |
| Норвегия (IFPI Norway) | Платиновый            | 60 000    |
| South Korea (Gaon Chart) | —                     | 2,668,951 |
| Испания (PROMUSICAE) | 2× Платиновый         | 80 000*   |
| Великобритания (BPI) | 6× Платиновый         | 3 600 000 |
| США (RIAA) | 5× Платиновый         | 5,000,000 |
| Стриминг |                       |           |
| Греция (IFPI Greece) | Золотой               | 1 000 000 |
| * Данные о продажах приведены только на основе сертификации. · ^ Данные о тиражах приведены только на основе сертификации. · Данные о продажах + прослушиваниях приведены только на основе сертификации. · Данные только о прослушиваниях приведены на основе сертификации. |                       |           |

## История выхода
| Регион         | Дата             | Формат                                 |
| -------------- | ---------------- | -------------------------------------- |
| Великобритания | 24 января 2011   | Digital download                       |
| Германия       | 24 января 2011   | Digital download                       |
| Ирландия       | 24 января 2011   | Digital download                       |
| Австрия        | 24 января 2011   | Digital download                       |
| Швейцария      | 24 января 2011   | Digital download                       |
| Нидерланды     | 17 марта 2011    | Digital download — Live from the BRITs |
| Великобритания | 17 марта 2011    | Digital download — Live from the BRITs |
| Австралия      | 13 июня 2011     | Digital download                       |
| Новая Зеландия | 13 июня 2011     | Digital download                       |
| США            | 9 августа 2011   | Mainstream airplay                     |
| Франция        | 30 сентября 2011 | Digital download                       |
| Германия       | 30 сентября 2011 | Digital download                       |
| Люксембург     | 30 сентября 2011 | Digital download                       |
| Италия         | 30 сентября 2011 | Digital download                       |
| Канада         | 30 сентября 2011 | Digital download                       |
| Австралия      | 30 сентября 2011 | Digital download                       |
| Австрия        | 30 сентября 2011 | Digital download                       |